# هشت‌پای پتویی
هشت‌پای پتویی (نام علمی: Tremoctopus) یک سرده از سرپایان ساکن در آب‌های آزاد است که شامل چهار گونه می‌شود و در آب‌های سطحی تا میانی اقیانوس‌های نیمه‌گرمسیری و گرمسیری زندگی می‌کنند. آنها به دلیل پرده‌های بلند و شفافی که بازوهای پشتی و پشتی جانبی ماده‌های بالغ را به هم متصل می‌کند، معمولاً به عنوان هشت‌پاهای پتویی شناخته می‌شوند. بازوهای دیگر بسیار کوتاه‌تر هستند و فاقد پرده هستند.

## توصیف
هشت‌پای پتویی معمولی (Tremoctopus violaceus) یکی از شدیدترین دودیسی‌های جنسی را در بین هر حیوانی که تقریباً به اندازه یا بزرگتر از آن است، نشان می‌دهد. ماده‌ها ممکن است به ۲ متر (۶٫۶ فوت) برسند، در حالی که نرها ۲٫۴ سانتی‌متر (۱ اینچ) هستند. نسبت وزن حداقل ۱۰۰۰۰:۱ است و احتمالاً می‌تواند به ۴۰۰۰۰:۱ نیز برسد. نرها یک بازوی بزرگ در یک کیسه کروی دارند که برای جفت‌گیری تغییر یافته است که به عنوان هکتوکوتیلوس شناخته می‌شود. در طول جفت‌گیری، این بازو جدا می‌شود و تا زمانی که برای لقاح استفاده شود توسط ماده در حفره گوشته‌اش نگهداری می‌شود. نر تقریباً بلافاصله پس از جفت‌گیری می‌میرد. رقابت بین نرها وجود دارد. چندین بازوی نر در حفره گوشته ماده‌ها پیدا شده است. [۳] ماده‌ها بیش از ۱۰۰۰۰۰ تخم را حمل می‌کنند که به یک ترشح آهکی سوسیس شکل متصل شده و در پایه بازوهای پشتی نگه داشته می‌شود و توسط ماده تا زمان جوجه‌آوری حمل می‌شود.
هشت‌پاهای پتویی در برابر ناوچه پرتغالی سمی مصون هستند و نرها و ماده‌های نابالغ شاخک‌های آن را پاره کرده و برای اهداف تهاجمی و دفاعی استفاده می‌کنند. مانند بسیاری از هشت‌پاهای دیگر، هشت‌پای پتویی از جوهر برای ترساندن شکارچیان بالقوه استفاده می‌کند. همچنین، هنگامی که ماده تهدید می‌شود، غشاهای بزرگ شبکه مانند خود را باز می‌کند که در آب پخش می‌شوند و اندازه ظاهری او را تا حد زیادی افزایش می‌دهد.
هشت‌پاهای پتویی معمولاً در صخره‌های مرجانی زندگی می‌کنند، جایی که برای غذا شکار می‌کنند که شامل ماهی‌های کوچک است. آنها همچنین در آنجا از شکارچیان خود، از جمله ماهی‌های بزرگتر و حتی نهنگ‌ها پنهان می‌شوند. خطراتی که این صخره‌ها با آن مواجه هستند شامل سفید شدن مرجان‌ها و اسیدی شدن اقیانوس‌ها است. اگرچه این می‌تواند برای هشت‌پای پتویی خطرناک باشد زیرا زیستگاه آنهاست، اما این موجودات کوچ نشین هستند به این معنی که می‌توانند حرکت کنند و در جای دیگری پناه بگیرند و همچنین می‌توانند با دمای متفاوت در اقیانوس سازگار شوند.